# أسروة مجعدة
أسروة مجعدة (الاسم العلمي: Aseroe corrugata) هو نوع من الفطريات يتبع جنس الأسروة من فصيلة الفالوسية.